# Diocesi di Xiamen
La diocesi di Xiamen (in latino: Dioecesis Sciiamenensis) è una sede della Chiesa cattolica in Cina suffraganea dell'arcidiocesi di Fuzhou. Nel 1950 contava 16.588 battezzati su 7.500.000 abitanti. La sede è vacante.

## Territorio
La diocesi comprende parte della provincia cinese di Fujian, nonché le isole Matsu e le isole Quemoy (o Kinmen), sotto il controllo della Repubblica di Cina.
Sede vescovile è la città di Xiamen, dove si trovano la cattedrale del Santo Rosario e l'ex cattedrale di Cristo Re, nell'antico insediamento internazionale di Kulangsu.

## Storia
Il vicariato apostolico di Amoy fu eretto l'11 dicembre 1883 con il breve Quod iampridem di papa Leone XIII, ricavandone il territorio dal vicariato apostolico di Fo-kien settentrionale (oggi arcidiocesi di Fuzhou).
Il 13 luglio 1913 il vicariato apostolico cedette il territorio dell'isola di Formosa a vantaggio dell'erezione della prefettura apostolica dell'Isola di Formosa (oggi diocesi di Kaohsiung) e nel contempo, in virtù del decreto Ampliori christiani della Sacra Congregazione per la Propagazione della Fede, acquisì una porzione di territorio dal vicariato apostolico di Fokien (oggi arcidiocesi di Fuzhou).
L'11 aprile 1946 il vicariato apostolico è stato elevato a diocesi con la bolla Quotidie Nos di papa Pio XII.
Dal 25 settembre 1968, le isole Matsu e le isole Quemoy (o Kinmen), parte della repubblica di Taiwan, sono sottoposte ad un regime di amministrazione apostolica, pur restando parte integrante della diocesi di Xiamen; dal 14 settembre 1981 l'amministratore apostolico è l'arcivescovo di Taipei.
L'8 maggio 2010 nella cattedrale di Xiamen è stato ordinato il nuovo vescovo, Joseph Cai Bingrui, succeduto a Joseph Huang Ziyu (morto nel 1991), rappresentante della Chiesa "ufficiale" cinese, ma la cui ordinazione sarebbe stata riconosciuta dalla Santa Sede. All'ordinazione erano presenti anche alcuni rappresentanti della Chiesa "clandestina" di Xiamen, in segno di sostegno al nuovo vescovo.

## Cronotassi dei vescovi
Si omettono i periodi di sede vacante non superiori ai 2 anni o non storicamente accertati.
- Andrés Chinchón, O.P. † (11 dicembre 1883 - 1º maggio 1892 deceduto)
- Ignacio Ibáñez, O.P. † (4 maggio 1893 - 14 ottobre 1893 deceduto)
- Esteban Sánchez de las Heras, O.P. † (19 gennaio 1895 - 21 giugno 1896 deceduto)
  - Alejandro Cañál, O.P. † (28 ottobre 1898 - 23 novembre 1898 deceduto) (vescovo eletto)
- Isidoro Clemente Gutiérrez, O.P. † (7 agosto 1899 - 10 agosto 1915 deceduto)
- Manuel Prat Pujoldevall, O.P. † (27 gennaio 1916 - 6 gennaio 1947 deceduto)
- Juan Bautista Velasco Díaz, O.P. † (10 giugno 1948 - maggio 1983 dimesso)
  - Sede vacante
  - Joseph Huang Ziyu † (30 novembre 1986 consacrato - 8 aprile 1991 deceduto)
  - Joseph Cai Bingrui (8 maggio 2010 consacrato - 15 gennaio 2025 nominato vescovo di Fuzhou)

## Statistiche
La diocesi nel 1950 su una popolazione di 7.500.000 persone contava 16.588 battezzati, corrispondenti allo 0,2% del totale.
| anno | popolazione | popolazione | popolazione | presbiteri | presbiteri | presbiteri | presbiteri                | diaconi | religiosi | religiosi | parrocchie |
| anno | battezzati  | totale      | %           | numero     | secolari   | regolari   | battezzati per presbitero | diaconi | uomini    | donne     | parrocchie |
| ---- | ----------- | ----------- | ----------- | ---------- | ---------- | ---------- | ------------------------- | ------- | --------- | --------- | ---------- |
| 1950 | 16.588      | 7.500.000   | 0,2         | 20         | 12         | 8          | 829                       |         |           |           | 28         |